# Ceratojoppa guineensis
Ceratojoppa guineensis là một loài tò vò trong họ Ichneumonidae.